# Josy Van Leberghe
Josy Van Leberghe, var en belgisk konståkerska som deltog i Olympiska spelen i Sankt Moritz 1928 i par tillsammans med Robert Van Zeebroeck. De kom på sjätte plats.